# الکساندر استتسنکو
الکساندر استتسنکو (اوکراینی: Олександр Вікторович Стеценко؛ زادهٔ ۲ مارس ۱۹۹۰) بازیکن فوتبال است.
از باشگاه‌هایی که در آن بازی کرده‌است می‌توان به باشگاه فوتبال دینامو کی‌یف اشاره کرد.
وی همچنین در تیم‌های ملی فوتبال اوکراین زیر ۱۶ سال, اوکراین زیر ۱۷ سال, اوکراین زیر ۱۸ سال، و اوکراین زیر ۱۹ سال بازی کرده‌است.